# 레슬리 부시
레슬리 리 부시(Lesley Leigh Bush, 1947년 9월 17일 ~ )는 전 미국의 여성 다이빙 선수로 1964년 도쿄 올림픽에서 플랫폼 다이빙 금메달을 획득하였다.
뉴저지주 오린지 시티에서 태어났으며, 1986년 국제 수영 명예의 전당에 헌액되었다. 국립 대학 육상 협회로부터 1995년 클래스의 하나로서 기념은상을 수상하였다.
한때 수영 선수 찰스 힉콕스와 결혼하였으나, 후에 이혼하고 말았다. 그녀의 남동생 데이비드도 다이빙 선수였으며, 1972년 뮌헨 올림픽에 출전하였다. 후에 플로리다주 플랜테이션 키의 코럴 쇼어 고등학교에서 생물학 교사가 되었다.
현재는 뉴저지주 웨스트 윈저에서 토머스 R. 그로버 중학교의 과학 교사로 있다.